# Erhalt uns, Herr, bei deinem Wort

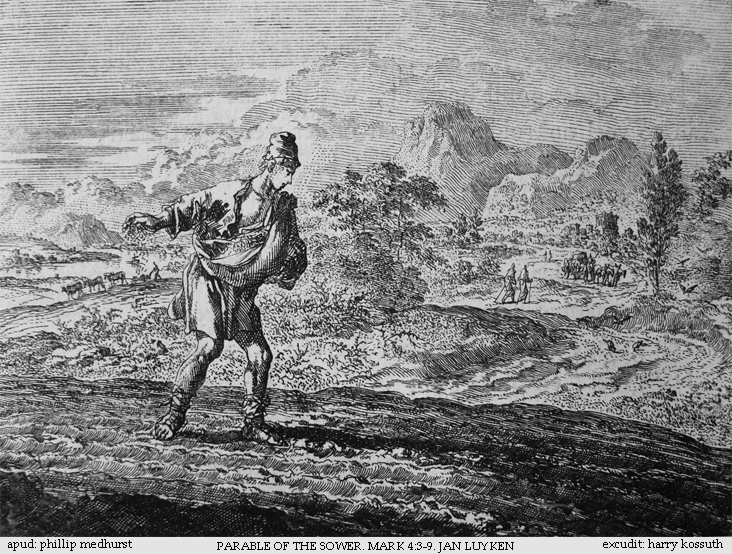
Parabole du semeur, gravure de Jan Luyken

Erhalt uns, Herr, bei deinem Wort (Garde-nous, Seigneur, près de ta Parole), BWV 126, est une cantate religieuse de Johann Sebastian Bach composée à Leipzig en 1725.

## Histoire et livret
Bach écrivit cette cantate chorale durant sa deuxième année à Leipzig à l'occasion su sexagésime, deuxième dimanche avant le mercredi des Cendres, et la dirigea le 4 février 1725, ce qui signifie qu'elle fut créée seulement deux jours après la cantate Mit Fried und Freud ich fahr dahin BWV 125 pour la Chandeleur, le 2 février. Pour cette destination liturgique, deux autres cantates ont franchi le seuil de la postérité : les BWV 18 et 181. Les lectures prescrites pour ce jour étaient Cor. 2 11:19 – Cor. 2 12:9, et Luc. 8 :4–15, la parabole du semeur. La cantate est principalement basée sur l'hymne Erhalt uns, Herr, bei deinem Wort de Martin Luther, mais aussi sur d'autres strophes d'hymnes qui apparaissaient souvent ensemble dans les hymnals du temps de Bach; trois strophes du choral de Luther sont suivies de deux strophes de Justus Jonas, version de Luther du Da pacem Domine (1531), et une strophe de Johann Walther paraphrasant Tim. 1 2 :2 (1566).
Il en résulte sept strophes :
1. Erhalt uns, Herr, bei deinem Wort
2. Beweis dein Macht, Herr Jesu Christ
3. Gott Heilger Geist, du Tröster wert
4. Ihr' Anschläg, Herr, zunichte mach
5. So werden sie erkennen doch
6. Verleih uns Frieden gnädiglich
7. Gib unserm Fürsten und aller Obrigkeit

Le poète inconnu a conservé les strophes 1, 3, 6 et 7 inchangées, développant la troisième par un récitatif et reformulant les strophes 2, 4 et 5 selon les mouvements respectifs de la cantate. Le sujet tant de l'hymne que de l'Évangile est bien sûr la parole de Dieu mais plutôt que de se référer plus précisément à la parabole, le poète se consacre à une prière plus générale à Dieu : Qu'il garde son peuple fidèle à son message, qu'il les protège de ses ennemis et qu'il assure la paix.

## Structure et instrumentation
La cantate est écrite pour trompette, deux hautbois, deux violons, alto et basse continue avec trois voix solistes (alto, ténor,basse) et un chœur en quatre parties.
Il y a six mouvements :
1. 1. chœur : Erhalt uns, Herr, bei deinem Wort
2. 2. aria (ténor) : Sende deine Macht von oben
3. 3. récitatif et choral (alto, ténor) : Der Menschen Gunst und Macht wird wenig nützen – Gott Heiliger Geist, du Tröster wert
4. . aria (basse) : Stürze zu Boden, schwülstige Stolze!
5. . récitatif (ténor) : So wird dein Wort und Wahrheit offenbar
6. 6. choral : Verleih uns Frieden gnädiglich

## Musique
Le trait caractéristique du chœur d'ouverture est un signal de quatre notes par la trompette, issu du début de la mélodie du choral, comme pour répéter les mots « Erhalt uns, Herr » encore et encore. Le motif consiste en trois notes de l'accord de la mineur dans la suite la - do - la - mi - avec les notes les plus hautes sur les syllabes accentuées et la plus haute sur « Herr ». Le cantus firmus du choral est chanté par la soprano tandis que les autres voix chantent en imitation, insérées dans un concerto de l'orchestre.
La première aria est une prière accentuée par deux hautbois. Dans la section centrale, les mots « erfreuen » et « zerstreuen » sont illustrés de rapides courses du ténor. La seconde aria, qui constitue le quatrième mouvement, est dramatique, particulièrement dans le continuo sans répit. Le troisième mouvement est un récitatif qui attribue le chant alternativement aux voix alto et ténor mais présente le choral embelli sous forme de duo. La mélodie du choral alterne également, où chaque nouvelle voix chante le choral tandis que les autres l'accompagnent. Le sixième mouvement associe les deux strophes de deux chorals différents en une disposition en quatre parties.

## Source
- (en) Cet article est partiellement ou en totalité issu de l’article de Wikipédia en anglais intitulé « Erhalt uns, Herr, bei deinem Wort, BWV 126 » (voir la liste des auteurs).